# 레푸블리카 광장 (피렌체)

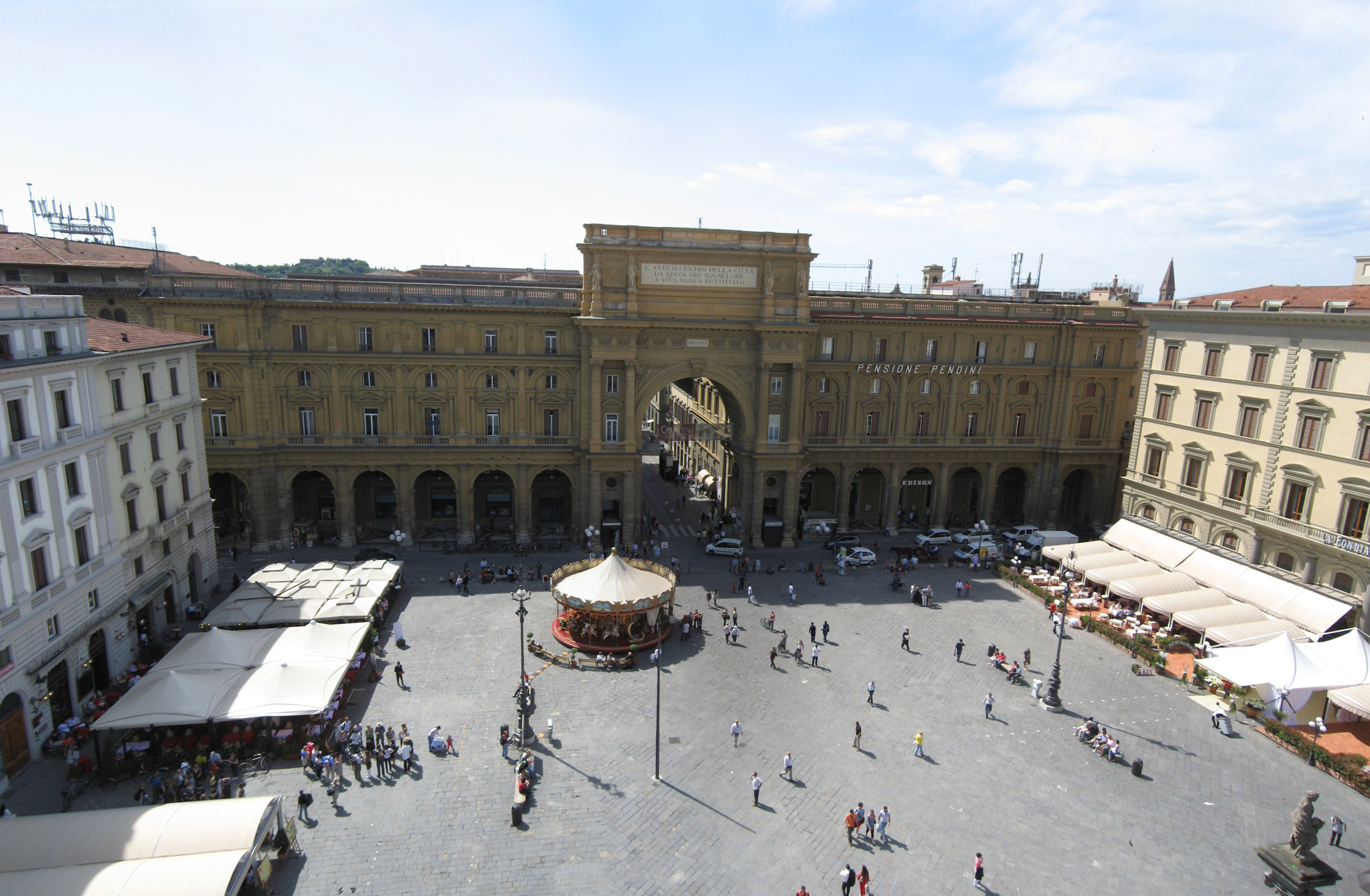
레푸블리카 광장

레푸블리카 광장(이탈리아어: Piazza della Repubblica) 또는 공화국 광장은 이탈리아 피렌체에 위치한 광장이다.